# 江田島町幸ノ浦
江田島町幸ノ浦（えたじまちょうこうのうら）は、広島県江田島市江田島町に点在する地域である。
郵便番号は737-2112。

## 地理

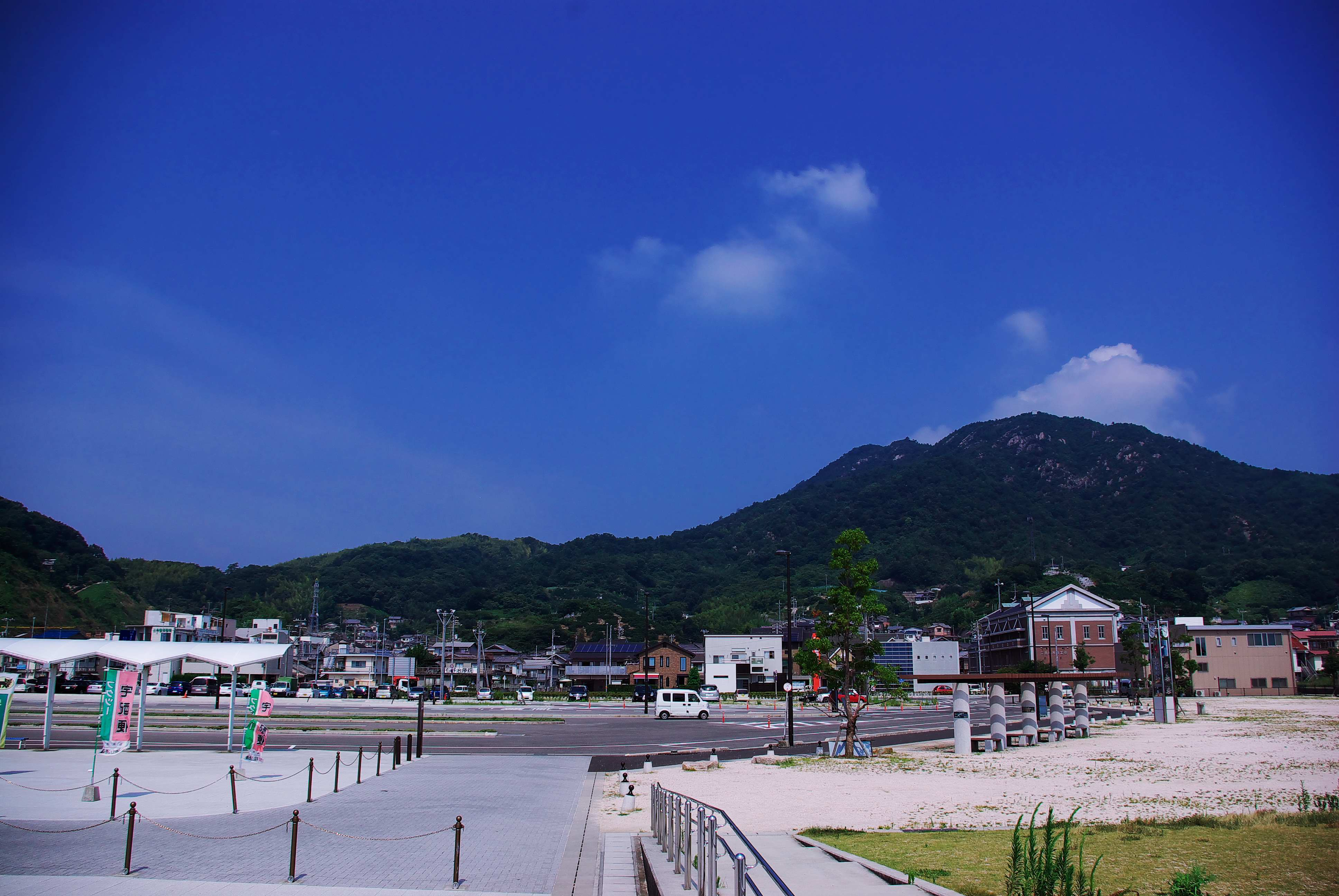
古鷹山

### 山
- 大須山
- 大原山
- クマン岳

### 海
- 津久茂瀬戸

## 隣接する地域[2]

### 江田島町
- 江田島町大須

- 江田島町切串
- 江田島町宮ノ原
- 江田島町中央
- 江田島町小用

### 沖美町

#### 海を隔てて
- 沖美町三吉

## 交通

### 道路

#### 県道
- 広島県道297号石風呂切串線

## 建造物
- 幸ノ浦老人集会所 幸ノ浦1丁目-2
- 切串浄化センター[3] 幸ノ浦1丁目
- 幸ノ浦説教所[4]  幸ノ浦2丁目-15
- 幸之浦荒神社 幸之浦2丁目-13